# Epicauta kansana
Epicauta kansana är en skalbaggsart som beskrevs av Werner 1944. Epicauta kansana ingår i släktet Epicauta och familjen oljebaggar. Inga underarter finns listade i Catalogue of Life.